# Metal Gear Solid 2: Sons of Liberty
Metal Gear Solid 2: Sons of Liberty (яп. メタルギアソリッド2　サンズ・オブ・リバティ Мэтару Гиа Сориддо Цу: Сандзу Обу Рибати, подзаголовок в переводе с англ. — «Сыны Свободы», сокр. MGS2) — видеоигра в жанре стелс-экшена, разработанная Хидэо Кодзимой и студией Konami в 2001 году для приставки PlayStation 2. Игра является прямым продолжением успешной Metal Gear Solid и хронологически может считаться седьмой игрой в серии Metal Gear, а также четвёртой созданной при участии Кодзимы. Впоследствии было создано расширенное издание игры под названием Metal Gear Solid 2: Substance. В 2004 году последовал приквел Metal Gear Solid 3: Snake Eater, а в 2008 году — игра Metal Gear Solid 4: Guns of the Patriots, продолжение Sons of Liberty.
Основные события разворачиваются на очистительном заводе Биг Шелл (англ. Big Shell), который захватила группа террористов, именующих себя «Сыновьями свободы». Они требуют огромный выкуп в обмен на жизнь президента Соединённых Штатов, угрожая в случае неисполнения требований уничтожить завод, что приведёт к экологической катастрофе. Мотивы и личности многих антагонистов, равно как и союзников, часто меняются по ходу сюжета; главные герои впоследствии узнают о заговоре мирового масштаба, затеваемом могущественной организацией под названием «Патриоты».
Игра была благоприятно воспринята критиками, её продажи составили около 7 млн копий по всему миру. Средняя оценка игры сайтом Metacritic составила 96 %, что принесло игре 4-е место в списке самых популярных игр PlayStation 2 и 6-е место — в списке лучших игр всех времён. Хотя игровой процесс и был оценен положительно, мнения критиков разделились относительно философской составляющей и способа подачи сюжета, в котором рассматривались такие темы как мемы, социальная инженерия, теория заговора, цензура и искусственный интеллект. В игре затрагивается тема постмодернизма, а одной из её отличительных черт является художественное выражение. Споры по поводу игры вызвали запутанное повествование и новый главный герой.

## Игровой процесс
Жанр игры Metal Gear Solid 2 был официально определён как «тактический шпионский боевик» (англ. Tactical Espionage Action). В большинстве случаев основной задачей игрока является незаметное проникновение вглубь территории и избегание встречи с противниками. В игре представлен широкий диапазон возможностей. Игрок может целиться с видом от первого лица, что даёт ему несколько вариантов действия; вражеского солдата можно ослепить паром из трубы, отвлечь броском пустого магазина или ударить в слабое место. Теперь главный персонаж может передвигаться медленно, не издавая звука на «шумящих» участках пола, а также он может проскользнуть мимо ног охранника. Как и в первой части, игрок может прижаться к стене и заглянуть за угол, а также теперь он может вести стрельбу в таком положении. Игрок может перепрыгивать через некоторые препятствия, зависать на ограждениях, прятаться в шкафчиках для хранения вещей, а также подкрасться к врагу, навести на него оружие и угрозами получить предметы и боеприпасы. Окружающая обстановка оказывает большое влияние на элемент скрытности, учитываются такие факторы как погода, запах, атмосфера и температура.
В Metal Gear Solid 2 был улучшен искусственный интеллект охранников, которые в отличие от оригинальной Metal Gear Solid работают в группах. Увидев игрока, они по радио вызывают подкрепление, затем пытаются окружить его, чтобы предотвратить возможность побега; сами они стараются уклониться от атак игрока. Штурмовые отряды часто снабжены бронежилетами и щитами, что делает их серьёзной угрозой. Игрок, в свою очередь, может взять солдата в заложники и использовать его в качестве живого щита, чтобы уйти от погони. Даже если игроку удастся спрятаться, враги тщательно проверят местность. Игровой искусственный интеллект признавался одним из лучших в течение нескольких лет.
В игре также была улучшена система укрытий. Главный герой теперь способен не только укрыться за стеной или другим подходящим объектом, но и выскочить из-за угла и открыть огонь по противникам; враги тоже способны укрываться от игрока. Сделав это, они обычно вызывают подмогу, а во время боя ведут оттуда стрельбу и вслепую бросают гранаты. В игре задействована механика лазерного целеуказателя, помогающего целиться; подобное свойство есть в играх WinBack и Resident Evil 4. В боях с боссами необходимо найти такую стратегию, которая позволит обойти вражескую защиту и нанести урон. При этом основным отличием от типичных экшн-игр является то, что всю игру возможно пройти, не убив ни одного противника, а используя только транквилизаторы, оглушающие гранаты и рукопашные приёмы.

## Сюжет

### Персонажи
Главный герой игры MGS2 — молодой агент с позывным Райден. По радио ему оказывают поддержку его командир полковник Рой Кэмпбелл и Розмари, девушка Райдена. В течение миссии к Райдену присоединяются младший лейтенант подразделения SEAL Ирокез Плискин, помогающий герою ориентироваться в зданиях завода; Питер Стиллман, эксперт по обезвреживанию бомб из полицейского департамента Нью-Йорка; Отакон, эксперт по компьютерной безопасности; и киборг-ниндзя, сильно напоминающий Грей Фокса, но именующий себя Мистер Икс.
В качестве антагонистов выступает террористическая группировка «Сыны свободы», захватившая очистительный завод Биг Шелл. В группировку входит антитеррористическое подразделение «Dead Cell» и русские наёмники. Члены «Dead Cell»:
- Вамп (англ. Vamp)[34], бессмертный вампир.
- Толстяк (англ. Fatman)[35], владеющий обширными познаниями в области взрывного дела.
- Фортуна (англ. Fortune)[36], женщина, сверхъестественным способом обманывающая смерть.

Лидер Сынов свободы именует себя Солидом Снейком, который считался погибшим в результате атаки террористов; но позднее выясняется, что это экс-президент США, Джордж Сирс, третий клон Биг Босса с позывным Солидус Снейк, созданный в рамках проекта «Les Enfants Terribles». Террористам помогают Ольга Гурлюкович, командир отряда русских наёмников, и Револьвер Оцелот, русский националист и бывший член FOXHOUND. Он один из давних врагов Солида Снейка.
Остальные персонажи:
- Эмма Эммерих, сводная сестра Отакона и компьютерный гений[41].
- Сергей Гурлюкович, бывший начальник Оцелота, отец Ольги[42].
- Президент Джеймс Джонсон, взятый террористами в заложники[43].
- Ричард Эймс, оперативник РУМО[44].

В игре вновь появляется Солид Снейк, а также Ликвид Снейк, проявляющий себя через тело Оцелота, так как тот, потеряв в прошлой игре правую руку, пересадил себе руку Ликвида. Главным антагонистом является Солидус Снейк.
В игре также фигурируют Мэй Линг, эксперт по коммуникациям из предыдущей игры, и Джонни Сасаки, солдат-неудачник, имеющий вечные проблемы с пищеварением.

### История

#### Танкер
Игра Sons of Liberty начинается в 2007 году, через два года после инцидента на Шедоу Мозес. Солид Снейк, заручившись поддержкой Отакона (теперь они оба являются членами неправительственной организации «Филантропия»), выслеживает новые Metal Gear — не имеет значения, кто ими владеет и для каких целей они построены: если такое оружие появляется в мире, его лучше уничтожить. Взломав сайт Пентагона, Отакон узнаёт об очередной версии роботанка, транспортируемого на военном танкере. Снейку нужно получить лишь подтверждение того, что Metal Gear существует, — впрочем, аккурат в тот момент, когда он пробирается на корабль, танкер захватывают русские террористы. Перед Снейком стоит задача сделать фотографии новой модели, имеющей кодовое название Metal Gear RAY. На судно проникают Револьвер Оцелот и Сергей Гурлюкович. Вскоре Оцелот предательски убивает Сергея. Выясняется, что Оцелот пересадил себе руку покойного Ликвида Снейка, в результате чего у него начинается раздвоение личности — Ликвид Снейк проявляет себя через тело Оцелота. Оцелот топит танкер вместе со Снейком, а затем бежит, забрав с собой новый Metal Gear.

#### Завод
Дальнейшие события игры разворачиваются спустя два года. Теперь игрок выступает в роли Райдена, новичка FOXHOUND, которого Рой Кэмпбелл отправляет с заданием на очистительный завод Биг Шелл. Главному герою поручено освободить заложников, в числе которых оказался президент США, от террористической группы «Сыны Свободы» (чей лидер именует себя Солидом Снейком), к которой присоединился бывший антитеррористический отряд «Dead Cell». Посланный на завод отряд SEAL практически полностью уничтожен Вампом и Фортуной, выживает только Ирокез Плискин. Райден и Плискин объединяют усилия, к ним также присоединяется эксперт-взрывотехник Питер Стиллман, готовый обезвредить заложенные на заводе бомбы (которые заложил бывший ученик Стиллмана Фетмен). Райден успешно расправляется с Фетменом, однако Стиллман погибает, попав в одну из ловушек последнего.
Таинственный киборг-ниндзя, назвавшийся Мистером Иксом, рассказывает Райдену о человеке по имени Эймс, которому известно, где содержится президент. Однако Эймс умирает от сердечного приступа, а Райдена обнаруживает Оцелот. Тем временем выясняется, что лидер Сынов Свободы — на самом деле Солидус Снейк. Плискин сознаётся Райдену, что он Солид Снейк, и при поддержке Отакона помогает ему в поисках президента. Райден проникает вглубь завода и обнаруживает президента Джонсона. Президент сообщает главному герою, что Биг Шелл на самом деле является прикрытием для нового Metal Gear. Известное как Arsenal Gear, это оружие обладает развитым искусственным интеллектом под названием «GW» и способно контролировать передачу цифровой информации, даёт Райдену диск с вирусом для уничтожения Arsenal Gear. Президент также заявляет о том, что вся американская демократия — всего лишь фикция, а на самом деле Соединёнными Штатами правят члены тайной организации «Патриотов». Вскоре после объяснений, президента убивает Оцелот. Райден идёт дальше, чтобы уничтожить Arsenal Gear и предотвратить ядерный удар. Райдену необходимо найти Эмму Эммерих (сестра Отакона, создатель ИИ Arsenal Gear), единственную, кто может воспользоваться диском и вывести Arsenal Gear из строя. Снейк и Эмма помогают Райдену загрузить вирус в систему GW, но процесс прерывается, Эмма тем временем умирает от нанесённой Вампом раны. Отакон увозит на вертолёте всех выживших заложников, а тем временем появляется Мистер Икс, под личиной которого скрывалась Ольга Гурлюкович, и захватывает Райдена.
Райден просыпается в комнате для пыток и видит Солидуса Снейка. Тот признаётся, что усыновил Райдена во время войны в Либерии, и Райден теперь агент Патриотов. После этого Солидус покидает комнату, а Ольга освобождает Райдена, сказав, что она тоже двойной агент Патриотов и Сынов Свободы, и что Патриоты шантажом заставили её помогать Райдену.
Райден двигается дальше, а тем временем полковник по радио начинает вести себя странно и давать ложные указания. Вскоре становится очевидно, что «полковник», отдававший Райдену приказы, является частью суперкомпьютера GW, а частично загруженный вирус повредил систему. Райден встречает Снейка, а затем эти двое сталкиваются с Фортуной. Снейк принимает бой, а Райден отправляется искать Солидуса. Главный герой вступает в схватку с 25-ю машинами типа Metal Gear RAY, охраняющими Arsenal Gear. Ольга пытается помочь, но её убивает Солидус. Неожиданно роботы RAY дают сбой и помимо Райдена атакуют ещё и друг друга. Оцелот сообщает, что тоже является агентом Патриотов, и что миссия на Биг Шелл была чётко спланированной попыткой восстановить ход событий инцидента Шедоу Мозес с целью создать солдата (Райдена) такого же уровня, как и Снейк. Оцелот убивает Фортуну, но вскоре снова становится одержим Ликвидом. Ликвид говорит, что намеревается свергнуть Патриотов. Он запускает Arsenal Gear на столкновение с Нью-Йорком, а затем берёт одну из машин RAY и уплывает; Солид Снейк бросается за ним в погоню.
Arsenal Gear врезается в центр Манхэттена, Райден и Солидус оказываются на крыше здания Федерал-холл. Солидус пытается убить Райдена в надежде завладеть его наномашинами, уничтожить Патриотов и основать нацию «Сыны Свободы». С Райденом на связь выходит другой искусственный интеллект, представившийся представителем Патриотов. Он объясняет, что истинной причиной симуляции была проверка того, как достоверно они смогут изобразить человеческое поведение. Райден вынужден уничтожить Солидуса, так как Патриоты грозятся убить ребёнка Ольги и Розу, если он этого не сделает. После гибели Солидуса появляется Снейк и сообщает, что он поместил устройство слежения на машине Ликвида. Снейк и Отакон собираются отправиться в погоню, чтобы получить информацию о Патриотах, которая находится на диске с вирусом. Райден наконец-то воссоединяется с Розой, это происходит 30 апреля 2009 года — в годовщину их первой встречи.
В эпилоге Отакон обсуждает со Снейком способы расшифровки диска, содержащего личные данные всех двенадцати членов высшего совета Патриотов. Однако тут выясняется, что все они уже мертвы, причём умерли они «почти 100 лет назад».

## Разработка
Проектная документация игры была завершена в январе 1999 года; через несколько лет она была опубликована, а в 2006 году переведена на английский язык. В ней упоминалось, что первоначальное название игры было Metal Gear Solid III, что символизировало три самых высоких небоскрёба в Манхэттене и Райдена, «которого можно с лёгкостью принять за женщину». В документе описывается новая игровая механика и особенности игрового процесса: тела, которые нужно прятать, способность врагов замечать тени, источники света, уничтожение которых приведёт к снижению вражеского поля видимости, реалистичный искусственный интеллект. Описаны темы воспоминаний, энвайронментализма, а также некоторые другие темы: «высокие технологии в военной индустрии», виртуальная симуляция, «высокие технологии в тактическом планировании», «высокие технологии в повседневной жизни» и «влияние высоких технологий на человека». В документе сказано, что по ходу сюжета будет иметь место «череда предательств и неожиданных поворотов, и игрок не сможет отличить правду от вымысла» (в отличие от «очень ясной и понятной истории» предшествующей игры), «каждый персонаж врёт или предаёт кого-либо другого, стирается грань между реальностью и фантазией, а все шутки направлены на цифровые технологии и игровую культуру». На разработку игры было выделено 10 млн долларов .

### Изменения в сюжете
Согласно документации Metal Gear Saga Vol. 1, в первоначальном варианте сюжета игра разворачивалась во время проверок ядерного оружия в Ираке и Иране; Солид Снейк пытается в ограниченный период времени уничтожить Metal Gear, расположенный на авианосце, и остановить Ликвида Снейка и его группу. Однако через шесть месяцев после начала проекта политическая ситуация на Среднем Востоке обострилась, и разработчики решили изменить сюжет. При этом в окончательной версии игры эпизод в танкере основан именно на первоначальном сюжете.
В MGS2 присутствовали отсылки к роману City of Glass из трилогии The New York Trilogy, проявлявшиеся преимущественно в именах персонажей. Первоначально персонажей из группы поддержки Райдена планировалось назвать: полковник Даниэль Куинн; Максин «Макс» Уорк, девушка азиатского происхождения, которая сохраняет игру и цитирует Уильяма Шекспира; Уильям «Док» Вильсон, создатель GW. Все имена принадлежали ключевым персонажам книги, а сами они первоначально были продуктами искусственного интеллекта. Но ни один из них в окончательную версию игры не вошёл — в игре помощь главному герою оказывают полковник Кэмпбелл, Роза и Эмма Эммерих. И всё же имя Питера Стиллмана было заимствовано у персонажа из книги City of Glass. Кодзима также сослался на роман Kangaroo Notebook автора Кобо Абэ, оказавший влияние на сюжет игры.
Первоначально планировалось, что одним из злодеев в игре будет персонаж по прозвищу «Китаец», но позднее он был выведен из сценария, а его способности ходить по стенам и воде достались Вампу. Движения Китайца были смоделированы c Джета Ли, на его теле была татуировка, которая оживала при погружении в воду.
На позднем этапе разработки были сделаны существенные корректировки в окончании игры, что было связано с террористическими актами 11 сентября. Эпизод, в котором Arsenal Gear смещает Статую Свободы и разбивается в Манхэттене, был вырезан, равно как и короткая сцена после титров, где Статую Свободы закладывают в новом месте на острове Эллис. В момент смерти Солидуса Райден должен был перерезать верёвку на флагштоке Федерал-Холл, чтобы американский флаг накрыл тело Солидуса, однако все американские флаги, которые должны были быть на зданиях Нью-Йорка, были убраны. Позднее Кодзима пояснил, что имя «Райден» было написано на кандзи, а не на катакане, так как его произношение на японском языке напоминало имя Бен Ладена.

### Музыка
О выборе композитора для создания игровой музыки публика узнала в преддверии выхода игры. Кодзима после просмотра кинофильма Убийцы на замену вместе со звукорежиссёром проекта Кадзуки Мураокой пригласил на эту должность Гарри Грегсон-Уильямса, голливудского композитора из студии Ханса Циммера. Микстейп с 18-ю звуковыми дорожками от Уильямса был прослушан звукорежиссёром, и вскоре сам Уильямс, польщённый вниманием к его произведению, присоединился к проекту.
Грегсон-Уильямс создал переделанную версию оригинальной темы «Metal Gear Solid Main Theme» для использования в открывающей заставке. Норихико Хибино, ранее уже участвовавший в создании игр Konami (например, Metal Gear: Ghost Babel), отвечал за всю внутриигровую музыку. Он также участвовал в создании большинства внутриигровых сцен и в создании ремикса «Main Theme».
Как и в случае с Metal Gear Solid, внутриигровое видео включало в себя отрывки оркестровой и хоровой музыки. Саундтрек игры содержал также и музыку в жанре эмбиент. В игре, по сравнению с предшественницей, присутствует больше элементов электронной музыки (в частности брейкбит). Рика Муранака занималась созданием закрывающей темы — джазовой композиции под названием «Can’t Say Goodbye to Yesterday», прозвучавшей в исполнении Карлы Уайт. Впоследствии музыка из игры была выпущена на 4-х дисках: Metal Gear Solid 2: Sons of Liberty Original Soundtrack, Metal Gear Solid 2: Sons of Liberty Soundtrack 2: The Other Side, Metal Gear Solid 2: Substance Limited Sorter (Black Edition) и Metal Gear Solid 2: Substance Ultimate Sorter (White Edition). В 2024 году Хидэо Кодзима назвал «Can’t Say Goodbye to Yesterday» своей любимой песней среди всей музыки в серии.
Главная тема MGS2 была выбрана Лондонским филармоническим оркестром для их сборника Greatest Video Game Music, она также звучала на концертах Video Games Live при представлении сегмента Metal Gear Solid. Отрывок из песни присутствует в концовке игры Metal Gear Solid 3: Snake Eater.

## История выпуска

### Оригинальная версия
Релиз игры в Японии состоялся спустя две недели после американского релиза. Вследствие этого разработчики успели добавить в игру новые детали и видеоролики, включая два новых режима: «Boss Survival» и «Casting Theatre» (где игроки могли просмотреть любую из кат-сцен). Как и в случае с Metal Gear Solid, издание игры «Premium Package» было выпущено в дополнение к обычной версии. В комплекте с упаковкой поставлялись двусторонняя обложка с артом из игры, DVD-видео, брошюра формата A4 и фигурка Солида Снейка.
В Европе игру первоначально планировали выпустить 22 февраля 2002 года (то есть спустя почти три месяца после японского и американского релизов), однако вновь произошла задержка на две недели. Все дополнения из японской версии игры вошли и в европейскую, куда также был добавлен уровень сложности «European Extreme». К тому же в комплекте с европейским изданием шёл DVD-диск, содержащий видео от французского канала FunTV, а также все трейлеры игры. Это было своеобразным извинением перед европейскими игроками за задержку релиза на несколько месяцев.

### Интерактивный документальный фильм
Выпущенный 12 сентября 2002 года в Японии и 24 сентября в Северной Америке, интерактивный документальный фильм под названием The Document of Metal Gear Solid 2, запускаемый на приставке PlayStation 2, показывает процесс создания игры. На диске содержатся данные об истории разработки, пользователь может просмотреть полигональные модели персонажей, игровой механики и локаций, а также прослушать саундтрек. Также записаны все внутриигровые ролики (без звука), трейлеры, часть сценария, оригинальный проект Хидэо Кодзимы (доступен только в японской версии), информация о сроках выпуска, галерея сопутствующих товаров. Кроме того, в содержимое вошли пять уровней из режима «VR Training», которые служат анонсом игры Metal Gear Solid 2: Substance. Фильм поставлялся вместе с европейской версией игры Metal Gear Solid 2: Substance, а отдельно в Европе не продавался. Он также вошёл в переиздание оригинальной игры Metal Gear, названное 20th Anniversary Edition.

### Metal Gear Solid 2: Substance
Данная игра является расширенной версией оригинальной MGS2 с некоторыми бонусами. Впервые она была выпущена для приставки Xbox, затем последовали релизы для PlayStation 2 и PC. В игру вошли уровень сложности «Boss Survival» и режим «Casting Theater». Идея создания Substance исходила из ранее созданной Metal Gear Solid: Integral (расширенная версия Metal Gear Solid) и впоследствии была продолжена Metal Gear Solid 3: Subsistence (расширенная версия Metal Gear Solid 3: Snake Eater).
В Substance было включено 300 дополнительных миссий режима виртуальной тренировки и 200 альтернативных миссий, разворачивающихся на игровых локациях. Игрок может сыграть за Солида Снейка или за Райдена, а после прохождения определённого количества миссий выбрать новый костюм для персонажа. Целями миссий являются: проникновение незамеченным в определённое место, стрельба по мишеням, уничтожение противников, обезвреживание бомб. Встречаются также и смешанные задания, например защита раненого союзника от врагов или бой со множеством вражеских солдат. В ряде заданий происходит симуляция шутера от первого лица. Всего присутствует семь режимов: «Sneaking Mode», «Weapon Mode», «Variety Mode», «Photograph Mode», «Hold Up Mode», «Bomb Disposal Mode» и «Elimination Mode». Есть также дополнительный режим «Streaking Mode». В нём игрок должен за 2 минуты незаметно преодолеть пять уровней без оружия и экипировки. Отведённое время останавливается в случае обнаружения игрока.
Помимо режима виртуальных миссий в игре присутствует режим «Snake Tales», предлагающий игроку пять отдельных миссий, основанных на оригинальном сюжете; Солид Снейк в них выступает основным персонажем. Миссии разворачиваются на заводе Биг Шелл, где также присутствуют персонажи Фетмен, Эмма, Вамп и Солидус Снейк, и на танкере, где в качестве босса вместо Ольги Гурлюкович выступает Мерил Сильвербёрг из Metal Gear Solid. Эти задания не относятся к основной сюжетной линии, в них отсутствует озвучивание персонажей (вместо него используются субтитры). В создании данных ответвлений принимали участие руководители Kojima Productions: Сюё Мурата и Синта Нодзири.
PS2-версия также содержала в себе миниигру о скейтбординге, основанную на ранее созданной Konami игре Evolution Skateboarding. Игрок, контролируя Снейка или Райдена, должен выполнить ряд задач (сбор значков в виде собачек, взрыв локации и т. п.) до того, как истечёт время.
Игра Substance первоначально была выпущена эксклюзивно для платформы Xbox; выход в Северной Америке состоялся 5 ноября 2002 года. PS2-версия вышла в марте 2003 года, тогда же вышла и версия для персональных компьютеров. В Европе все три версии игры были выпущены почти одновременно, вместе с PS2-версией поставлялся фильм The Document of Metal Gear Solid 2. В Японии игра Substance была выпущена 19 декабря 2002 года только для приставки PlayStation 2; оригинальное японское озвучивание в ней было заменено английским дубляжем.
После выхода игровой журнал Famitsu оценил игру Substance для PlayStation 2 35-ю баллами из 40.

### HD collection
Компания Konami выпустила переизданные версии игр Metal Gear Solid 2, Metal Gear Solid 3 и Metal Gear Solid: Peace Walker в виде сборника под названием Metal Gear Solid HD Collection. В США сборник вышел 8 ноября 2011 года.

## Восприятие критикой
| Сводный рейтинг          | Сводный рейтинг        |
| Агрегатор                | Оценка                 |
| ------------------------ | ---------------------- |
| GameRankings             | 95,09 %                |
| Metacritic               | 96/100                 |
| Иноязычные издания       |                        |
| Издание                  | Оценка                 |
| AllGame                  | [ 91 ] [ 92 ]          |
| CVG                      | 9/10                   |
| EGM                      | 38,5/40                |
| Famitsu                  | 38 / 40                |
| Game Informer            | 10/10                  |
| GamePro                  | [ 97 ]                 |
| GameRevolution           | A                      |
| GameSpot                 | 9,6 / 10               |
| GameSpy                  | 97 %                   |
| GamesRadar+              | 96/100                 |
| GameZone                 | 9,8/10                 |
| IGN                      | 9,7/10                 |
| OPM                      | [ 96 ]                 |
| OPMUK                    | 10 / 10                |
| GameNOW                  | A+                     |
| Gamer.tv                 | 9,6/10                 |
| Gaming Target            | 9,9/10                 |
| Just Adventure           | A                      |
| Maxim                    | [ 90 ]                 |
| Next Generation Magazine | [ 96 ]                 |
| The Electric Playground  | 9,7 / 10               |
| Русскоязычные издания    |                        |
| Издание                  | Оценка                 |
| Absolute Games           | 80 %                   |
| «Страна игр»             | 9,3 из 10              |
| Награды                  |                        |
| Издание                  | Награда                |
| Game Informer            | Game of the Year       |
| Konami                   | Excellence Award       |
| Konami                   | Innovation of the Year |

| Сводный рейтинг | Сводный рейтинг | Сводный рейтинг | Сводный рейтинг |
| Издание         | Оценка          | Оценка          | Оценка          |
| Издание         | PC              | PS2             | Xbox            |
| --------------- | --------------- | --------------- | --------------- |
| GameRankings    | 82,00 %         | 85,81 %         | 86,66 %         |

Благодаря рекламной кампании и коммерческому успеху предшествующей игры Metal Gear Solid, игра Metal Gear Solid 2: Sons of Liberty была одной из наиболее ожидаемых игроками. Сразу же после своего выхода MGS 2 стала очень успешной игрой, продавшись по всему миру более чем 7-миллионным тиражом, при этом получая только высшие оценки во всех игровых изданиях. Средняя оценка игры на сайте Metacritic составила 96 %, там же игра получила третье место в списке лучших игр на PlayStation 2, и тринадцатое место — в списке лучших игр всех времён. Журнал Game Informer оценил игру в 10 баллов из 10, в нём были опубликованы положительные отзывы от авторитетных публикаций и веб-сайтов. Gamespot дал игре 9,6, отметив: «С этим ничто не сравнится. Вы обязаны поиграть в Metal Gear Solid 2». Критики особо отмечали элемент скрытности (в частности, улучшения в этом плане по сравнению с предыдущей игрой), графическое оформление уровней игры и внутриигровое видео. На российском интернет-портале Absolute Games портированной на PC игре была дана оценка 80 % из 100. В качестве достоинств были отмечены кинематографичность игрового процесса и психологизм.
Игровой процесс в целом был положительно воспринят, однако мнения относительно сюжета разошлись. История достаточно детально затрагивает многие социальные и философские темы: мемы, социология, искусственный интеллект, информационный контроль, теория заговора, эволюция, экзистенциализм, цензура, эксплуатация детей, инцест, сексуальная ориентация. Сценарий Кодзимы был высоко оценен, его даже называли первым образцом постмодернистской видеоигры. Однако некоторые критики сочли сценарий «тяжёлым для восприятия» и не подходящим для экшн-игры. Отмечалось также, что чересчур длинные диалоги, сами по себе разрозненные и запутанные, портят игровой процесс. Неожиданное появление в качестве главного героя Райдена, заменившего бывшего протагониста Солида Снейка, вызвало недовольство среди поклонников Metal Gear Solid.

### Награды
- E3 2000 Game Critics Awards: «Special Commendation for Graphics»[123].
- E3 2001 Game Critics Awards: «Best Console Game», «Best Action/Adventure Game»[123].
- EDGE: «Innovation of the Year»[105].
- IGN Best of 2001: «Best Graphics», «Best Sound», «Best Story»[123].
- Game Informer 2001 Game of the Year Awards: «Game of the Year»[104].
- GameSpot 2001 Game of the Year Awards: «Best Music», «Biggest Surprise»[123].
- GameSpy 2001 Game Awards: «Best PS2 Action/Adventure Game», «Reader’s Choice PS2 Game of the Year», «Best In-Game Cinematics», «Best Force Feedback»[123].
- Japan Game Awards 2001—2002: «Excellence Award»[105].
- Academy of Interactive Arts & Sciences 2002: «Outstanding Achievement in Sound Design»[124].

### Влияние
В 2006 году в журнале Famitsu был составлен список 100 лучших игр всех времён, игра Metal Gear Solid 2 заняла в нём 42-е место. В 200-м номере журнала Game Informer Magazine, выпущенном в 2009 году, был опубликован аналогичный список, состоящий уже из 200 игр; игра заняла в нём 50-е место. Metal Gear Solid 2 получила 7-е место в журнале Game Informer за одну из лучших открывающих заставок. В 2010 году на веб-сайте UGO Network игре было дано первое место из 11 по критерию «Самое непонятное окончание», редактор отметил: «это самая бессмысленная и нелепая вещь, которую я когда-либо видел». В том же году на сайте GamesRadar Metal Gear Solid 2 попала в семёрку игр «с жутчайшими сюжетными перипетиями, недоступными для понимания». В 2011 году игра попала в книгу 1001 Video Games You Must Play Before You Die (рус. 1001 игра, в которые вы обязаны поиграть перед смертью).
Игру Metal Gear Solid 2 часто называли прототипом видеоигры в стиле постмодернизма и основным образцом художественной игры. В публикации How Videogames Express Ideas Мэттью Уэйс из Массачусетского технологического института описал игру Sons of Liberty как «возможно наиболее яркий пример игры, где герой фактически работает на несколько организаций, что оказывает сильное влияние на идеологию», назвал намерениями Солидуса Снейка «установление тоталитарного режима через контроль разума», и указал на то, что «замечательная дизайнерская задумка и путь игрока раскрывают всю деспотическую природу правительства, а Джек (Райден) является не более чем куклой в руках своих хозяев». В книге Joystick Soldiers: The Politics of Play in Military Video Games Таннер Хиггин рассмотрел имеющуюся в игре «альтернативную историю военного дела», описав её «запутанное повествование и нетрадиционную игровую логику», и отметив, что игра критикует современные способы биополитического и информационного контроля. Джереми Периш из 1UP.com отметил, что игра Metal Gear Solid 2 «основана на дезинформации и чрезмерно заумна». На сайте Gamasutra игровые темы были сравнены с философией Томаса Гоббса, Фридриха Ницше и Георга Гегеля.
В 2009 году журнал Wired включил игру в свой список «The 15 Most Influential Games of the Decade» на 13-е место, заключив, что «в истории видеоигр есть множество примеров разрушения ожиданий игроков, но все они в большом долгу перед тем разрушением, которое принесла Metal Gear Solid 2». Metal Gear Solid 2 оказала влияние и на более поздние игры; подобное художественное выражение наблюдается в играх Killer7 (создатель Гоити Суда), Portal, Eternal Darkness: Sanity's Requiem и BioShock (сюжет которой также довольно запутан). Несколько элементов игровой механики, такие как система укрытий и лазерный целеуказатель, стали основными чертами как стелс-игр, так и шутеров; они были задействованы в играх Kill Switch, Resident Evil 4 и Gears of War. Ожидание игры после демонстрации на E3 2000 стало одним из ключевых факторов коммерческого успеха приставки PlayStation 2 и отчасти привело к падению Dreamcast.

## Связанные издания
Издательство IDW Publishing в период с 2006 по 2007 год публиковало антологию комиксов под названием Metal Gear Solid: Sons of Liberty в 12 томах. Книга была написана Алексом Гарнером и проиллюстрирована Эшли Вудом. Она значительно отличается от игры — во многих сценах Райден заменён на Снейка.
Цифровая версия комиксов Metal Gear Solid 2: Bande Dessinée была выпущена 12 июня 2008 года в Японии. Первоначально анонсированная как игра на PlayStation Portable, аналогичная Metal Gear Solid: Digital Graphic Novel, она вышла как полностью озвученный DVD-фильм.
Новелизация игры, написанная Реймондом Бенсоном, была опубликована компанией Del Ray. Книжное издание в Америке вышло 24 ноября 2009 года. Большинство разговоров персонажей дословно взяты из игры (из переговоров по Кодеку).

## На других языках

### Русский

#### Ранние переводы
Игра изначально в России была переведена пиратскими конторами. Перевод вызывал многие нарекания со стороны энтузиастов по технической части. Поскольку русский язык официально игрой не поддерживается, переводчики просто побуквенно заменяли английский текст игры в hex-редакторе (частая практика в пиратских переводах). Так как в русском языке предложения часто длиннее, чем в английском, то зачастую в переводе искажался смысл, так как предложения приходилось усекать, чтобы они содержали в точности то количество знаков, которое имелось у англоязычного текста.
Ситуация немного облегчалась тем, что существовал литературный перевод текстов в игре, однако он затрагивал только сюжетные разговоры, оставляя в стороне остальные разговоры по Кодеку.

#### Перевод от группыExclusivE Studio
В связи с высоким уровнем пиратства в России официальным издателям невыгодно заниматься переводом подобных игр, поэтому в таком случае этим обычно занимаются фанаты игры.
29 ноября 2010 года группой Exclusive был завершён перевод Metal Gear Solid 2: Sons of Liberty на русский язык, который в общей сложности по их утверждениям, длился почти 6 лет. А 18 марта 2011 года был выложен обновленный перевод Sons of Liberty и перевод расширенного издания — Metal Gear Solid 2: Substance. Причины столь длительного перевода авторы объясняли тем, что ресурсы игры были очень сложно запакованы и формат архивов был полностью разгадан только через 4 года после начала работ над переводом.

#### Критика перевода
В русском переводе игра называется Metal Gear Solid 2: Сыны свободы. Со стороны энтузиастов возникло недовольство переводом подназвания. В качестве аргумента привели его неблагозвучность, и предлагали заменить его на Сыновья свободы. Переводчики обосновывали выбранный вариант тем, что подназвание является отсылкой к реальной революционной организации «Сыны свободы», действовавшей в конце XVIII века в США.